# Karin Reich
Karin Anna Reich, nascida Bienfang (Munique, 13 de outubro de 1941), é uma historiadora da matemática alemã.
Karin Reich obteve o Abitur no Luisengymnasium em Munique, em 1960. Estudou matemática, física e astronomia em Munique (Diplom 1966: Grundlagen der Relativitätstheorie) e Zurique, e de 1967 a 1973 foi pesquisadora no Instituto de Pesquisa (Forschungsinstitut) do Deutsches Museum e no Instituto de História da Matemática e Ciências Naturais da Universidade de Munique, onde obteve o doutorado em 1973, orientada por Helmuth Gericke, com a tese "Die Geschichte der Differentialgeometrie von Gauß bis Riemann. 1828–1868", Archive for History of Exact Sciences, volume 11, 1973, páginas 273–382. Em 1980 habilitou-se em Munique com o tema Entwicklung des Tensorkalküls, publicado em 1994 como livro. Foi professora de história das ciências naturais e técnica na Escola Superior de Biblioteconomia em Stuttgart.

## Publicações selecionadas
- Carl Friedrich Gauß. Munique, 1977
- Die Entwicklung des Tensorkalküls. Vom absoluten Differentialkalkül zur Relativitätstheorie. 1994
- Editora (com Alexander Kreuzer): Emil Artin. Rauner Verlag, 2007